# 札幌ホーネッツ
札幌ホーネッツ（さっぽろホーネッツ）は、北海道札幌市に本拠地を置き、日本野球連盟に所属する社会人野球のクラブチームである。2025年に地元企業が命名権を取得し「Feather Home HORNETS（フェザーホーム・ホーネッツ）」と命名された。
社会人野球界で初めてクラブチーム運営のための特定非営利活動法人を立ち上げた。

## 概要
2003年に全日本クラブ野球選手権大会に初出場で初優勝を果たし、また、札幌から会場（西武ドーム）までかけつけてユニークな応援をした応援団には大会史上2例目となる特別賞が授与された。
北海道ベースボールクラブには女子チーム「ホーネッツ・レディース」もあり、女子野球日本代表選手や女子プロ野球選手も輩出している。また「ホーネッツ・キッズ」の名称で少年少女野球教室を行っている。

### 運営母体
NPO法人北海道ベースボールクラブがチームを運営する。また2025年から(株)フェザーホームと連携して運営する。

## 沿革
- 2001年 - NPO法人「北海道ベースボールクラブ」設立、札幌ホーネッツ発足
- 2003年 - 全日本クラブ野球選手権大会初出場（優勝）
- 2005年 - ホーネッツ・レディース発足
- 2025年 - (株)フェザーホームが命名権を取得、ユニホームを変更[1]

## 歴代監督
- 初代　高橋一彦
- 第2代　伊藤晋
- 第3代　勝野一宣
- 第4代　金野健司
- 第5代　鷹架賢司
- 第6代　宮越栄治
- 第7代　岩原旬

## 主要大会の出場歴
- 全日本クラブ野球選手権大会：出場7回、優勝1回（2003年）
- ナショナルクラブベースボールシリーズ：出場1回